# ハゲタカ

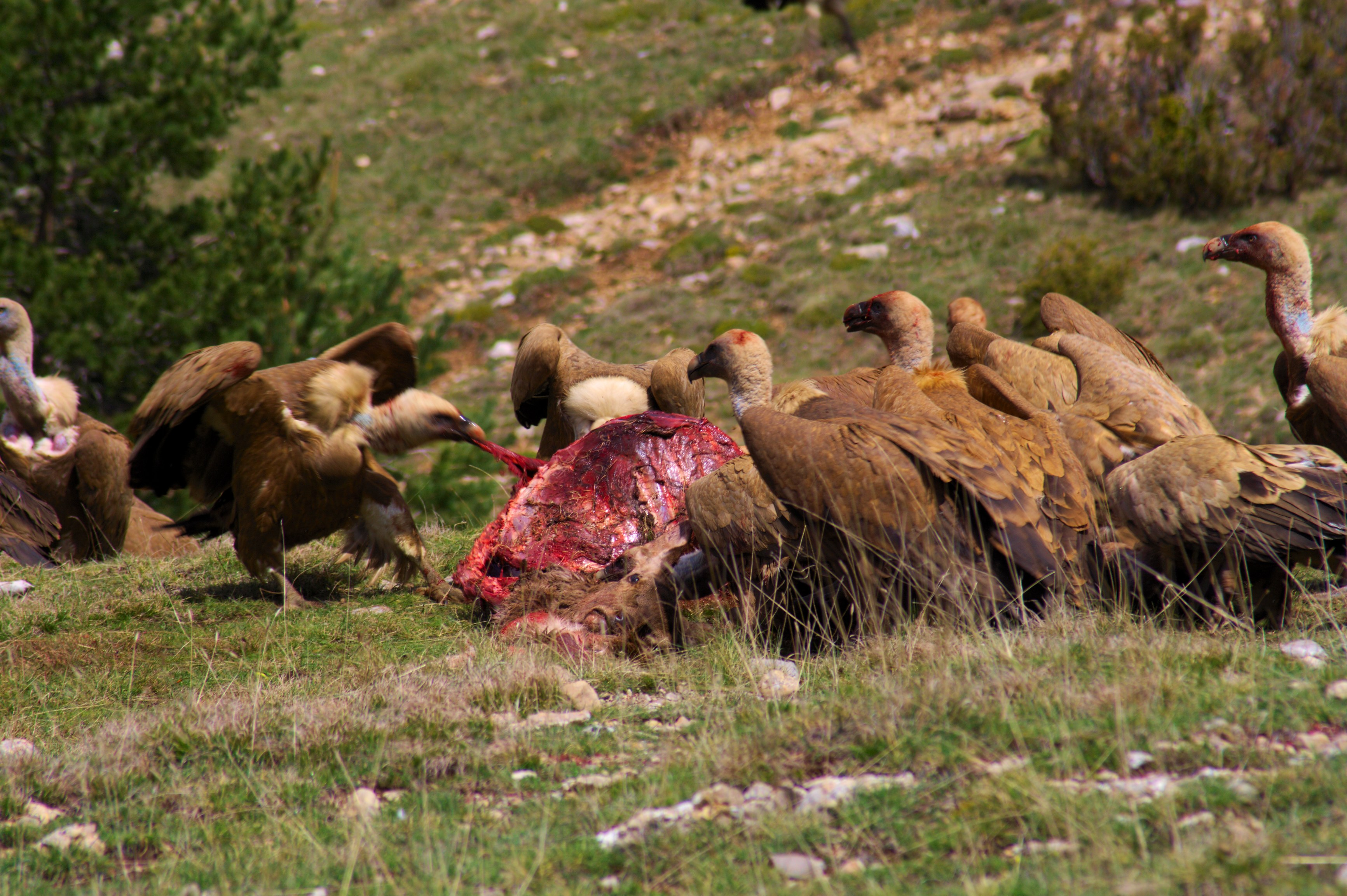
鹿の死骸肉を漁るハゲワシの群れ（スペイン）

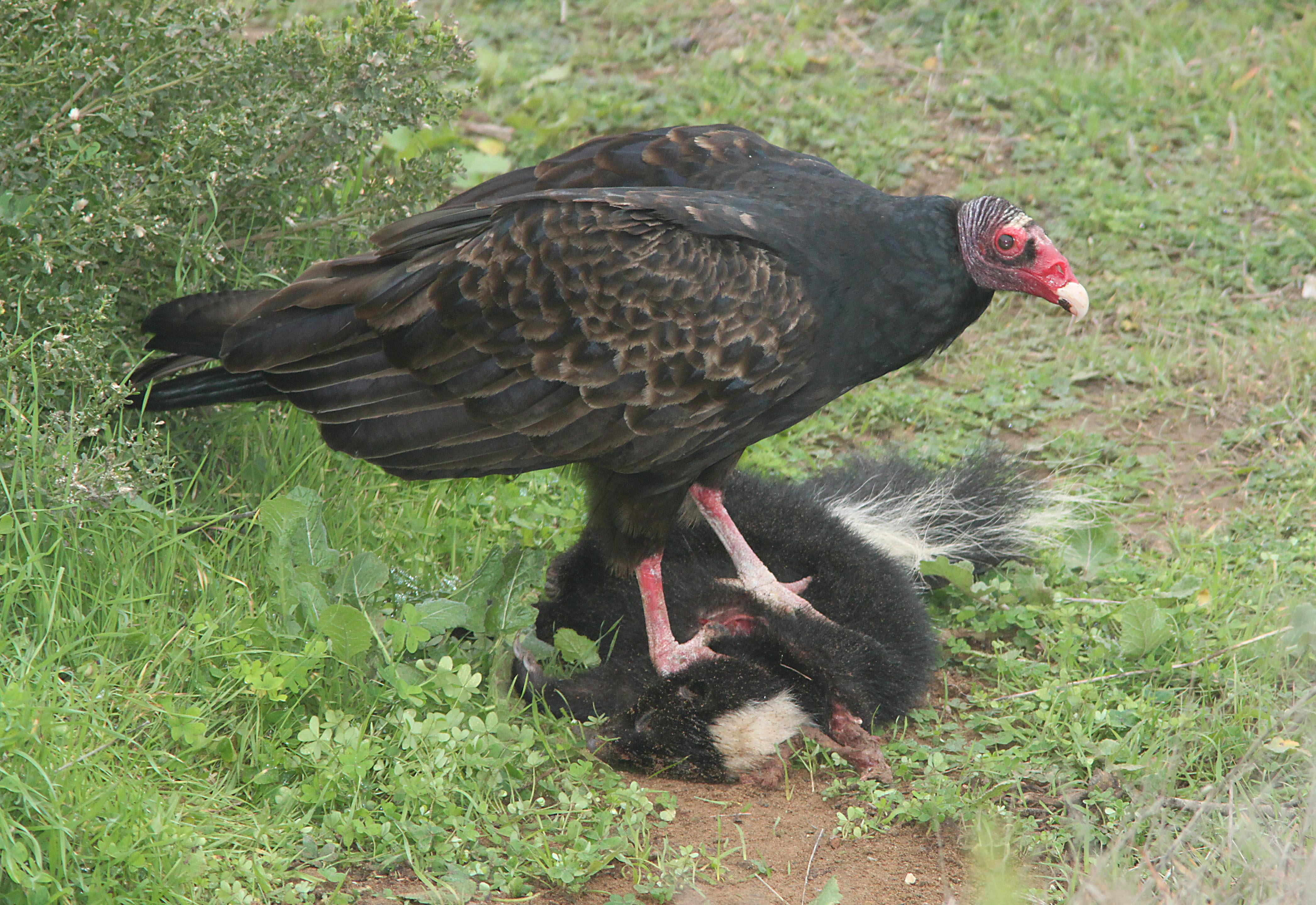
七面鳥の死骸を漁るコンドル（米カリフォルニア）

ハゲタカ（禿鷹　英:vulture）は、腐肉を漁る猛禽類を広く指す俗称。特定の鳥の種名ではなく、ハゲワシ類やコンドル類を指す。
彼らの食餌習性から転じて、困窮して弱った相手を食い物にする強欲な人物・組織のことを「ハゲタカ」と比喩的に表現することもある。

## 概要

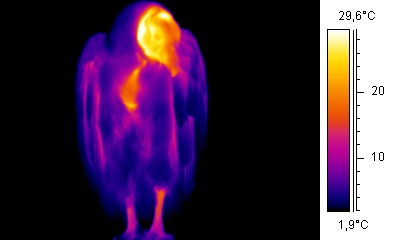
ハゲワシ類とコンドル類には首と頭に羽毛が生えていない種がおり、このサーモグラフィー画像では熱放射の様子が見て取れる。

ハゲタカに該当する現生種は23種いる。ハゲワシ亜科には、ヨーロッパやアフリカやアジアに生息する16種が含まれる。コンドル科は、南北アメリカに分布が限定され7種からなる。多くのハゲタカに固有の特徴は、頭部に羽毛のない禿である。この素肌は、摂食時に頭を清潔に保つためと考えられており、体温調節にも重要な役割を果たしている。
ハゲタカは寒いと体躯を丸めて頭を押し込んだり、暑いと翼を広げて首を伸ばすことが観察されている。彼らはまた自分の体を冷やす手段として自身に尿を掛ける。

## 分類
ハゲワシとコンドルは多くの類似点を共有するが、さほど密接に関連していない。むしろ収斂進化で類似性を共有している。
初期の博物学者は、ハゲタカ全てを1つの生物学群の下に置いた。カール・リンネは、ハゲワシとコンドルの両方をオウギワシを含めてVultu属に割り当てた。ほどなく解剖学者がハゲワシとコンドルを分割し、コンドルは新しい亜目のコンドル亜目に置かれた。後にフランスの鳥類学者 (Frédéric de Lafresnaye) による命名規則に従ってCathartidaeと改名され、この亜目が科として認識された。
20世紀後半に一部の鳥類学者が、核型、形態学、行動学の観点からコンドルはコウノトリと密接に関連していると主張した。一部の権威が彼らをコウノトリ科に置き、彼らをコウノトリの亜科だと考える識者もいた。ただし、初期のDNA配列研究には誤りがあったため、これは撤回され、現在はコンドル科が設置されている。

### ハゲワシ類
アフリカやアジアやヨーロッパで見られるハゲワシは、タカ科に属している。ハゲワシは専ら目視で死骸を見つける。
以下の16種が存在する。
- クロハゲワシ(Aegypius monachus)
- シロエリハゲワシ(Gyps fulvus)
- ベンガルハゲワシ(Gyps bengalensis)
- マダラハゲワシ(Gyps rueppellii)
- インドハゲワシ(Gyps indicus)
- ハシボソハゲワシ(Gyps tenuirostris)
- ヒマラヤハゲワシ(Gyps himalayensis)
- コシジロハゲワシ(Gyps africanus)
- ケープシロエリハゲワシ(Gyps coprotheres)
- ズキンハゲワシ(Necrosyrtes monachus)
- ミミハゲワシ(Sarcogyps calvus)
- ミミヒダハゲワシ(Torgos tracheliotus)
- カオジロハゲワシ(Trigonoceps occipitalis)
- ヒゲワシ(Gypaetus barbatus)
- エジプトハゲワシ(Neophron percnopterus)
- ヤシハゲワシ(Gypohierax angolensis)

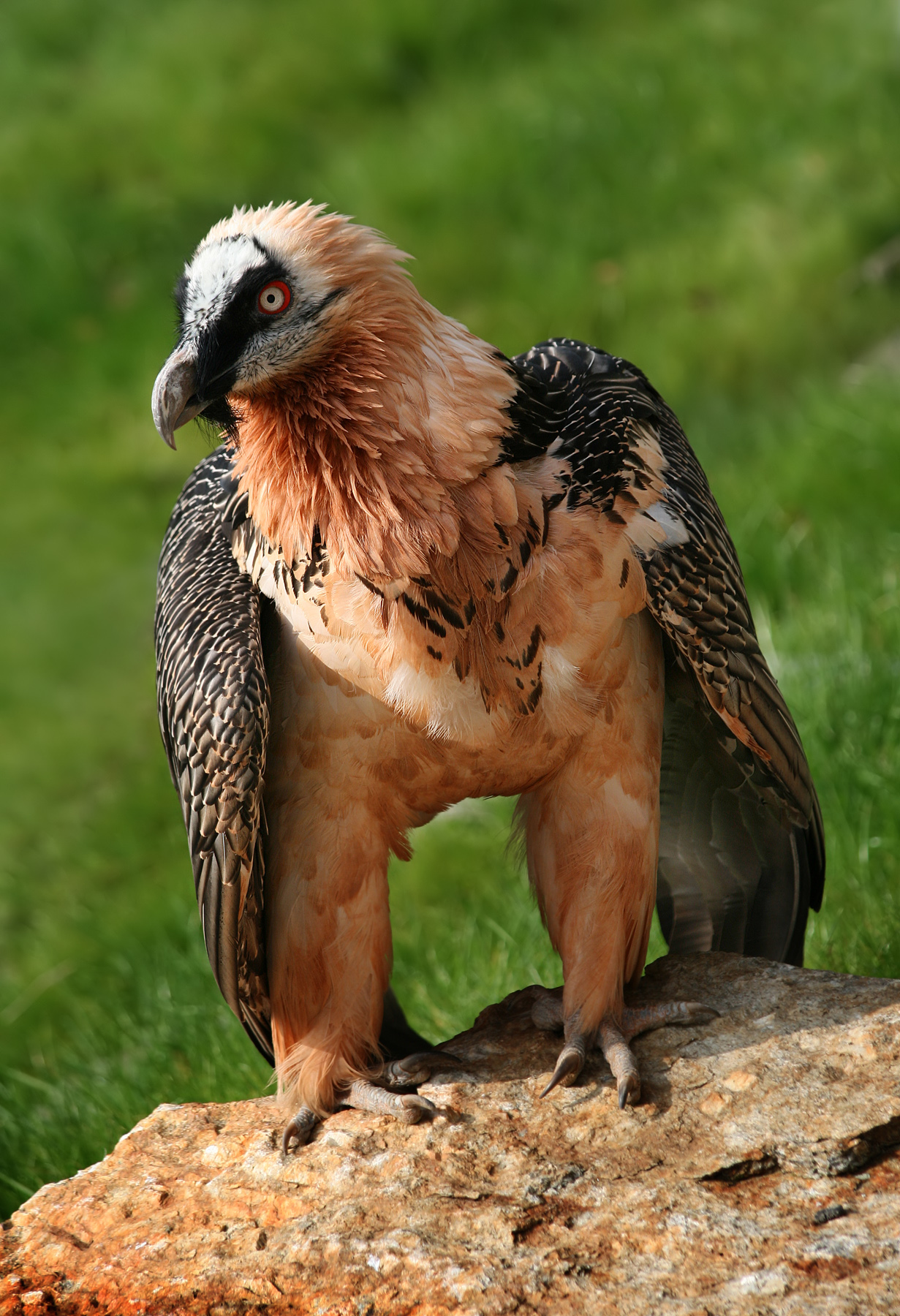
インスブルックの動物園にいるヒゲワシ（オーストリア）
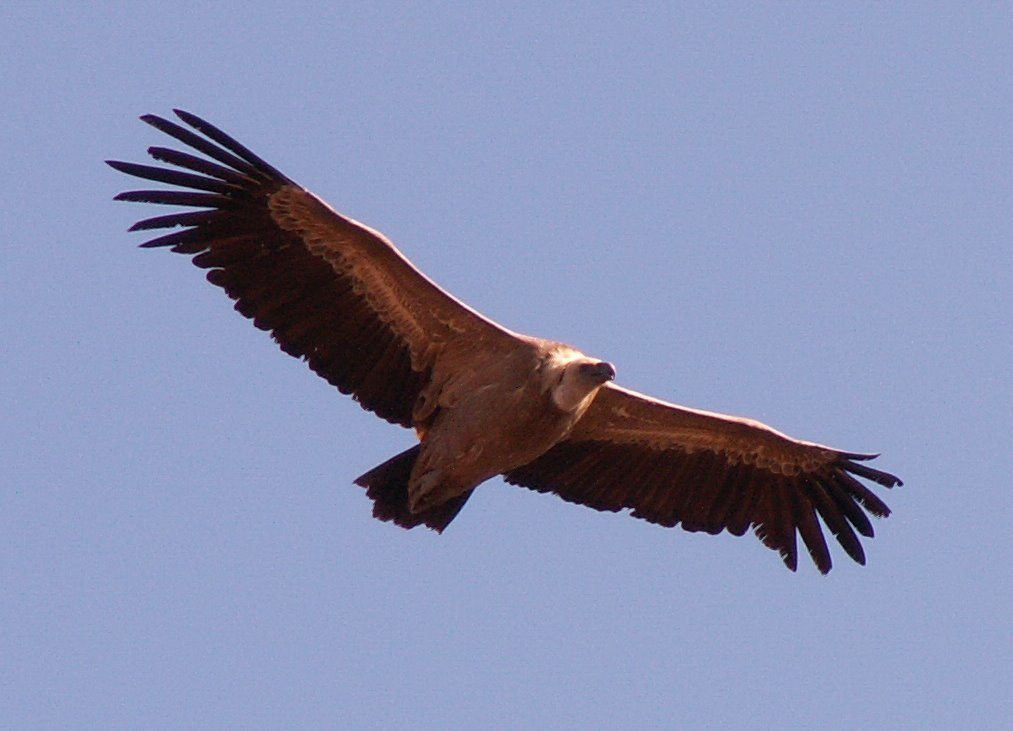
上空を舞うシロエリハゲワシ
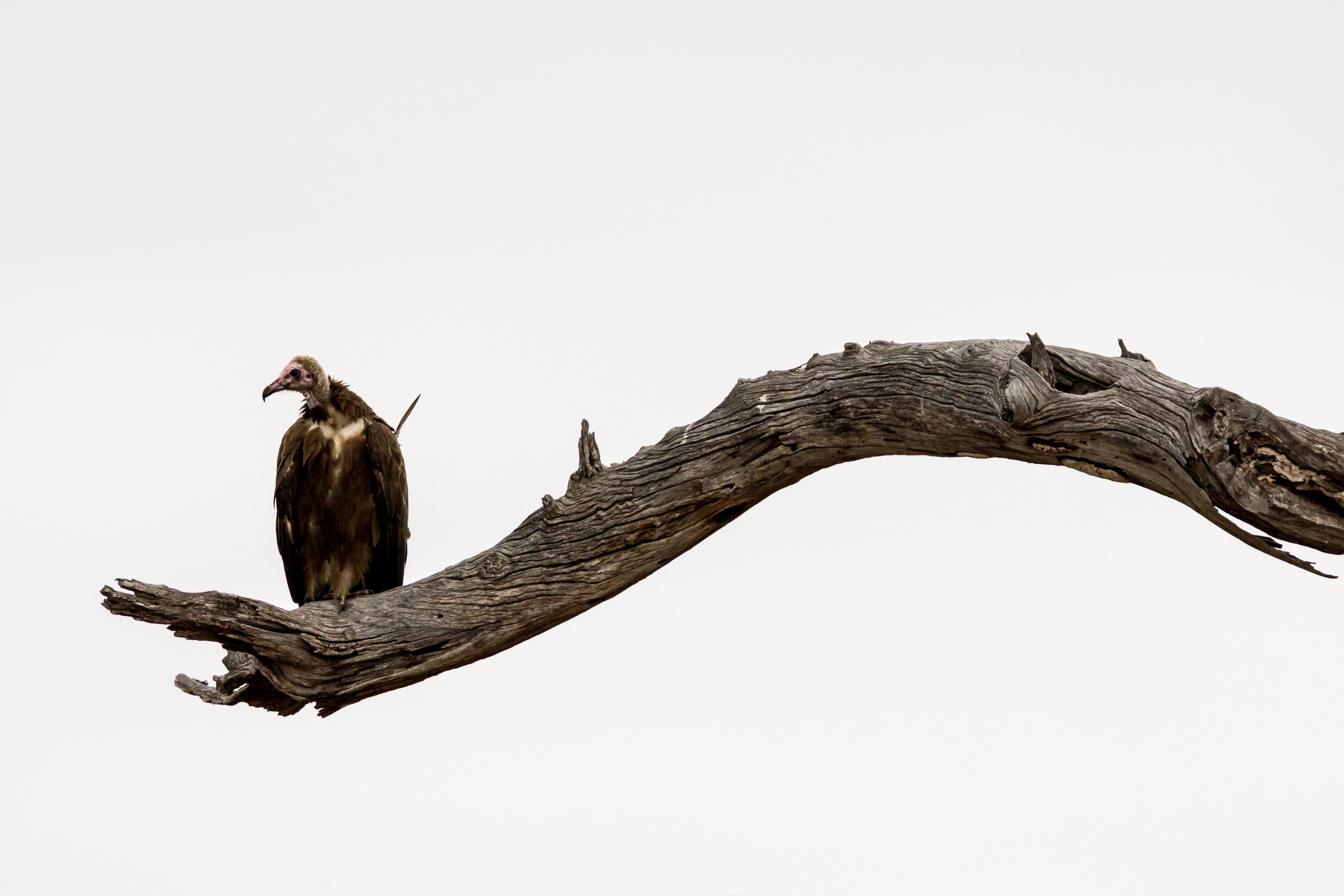
アフリカのズキンハゲワシ（クルーガー国立公園）
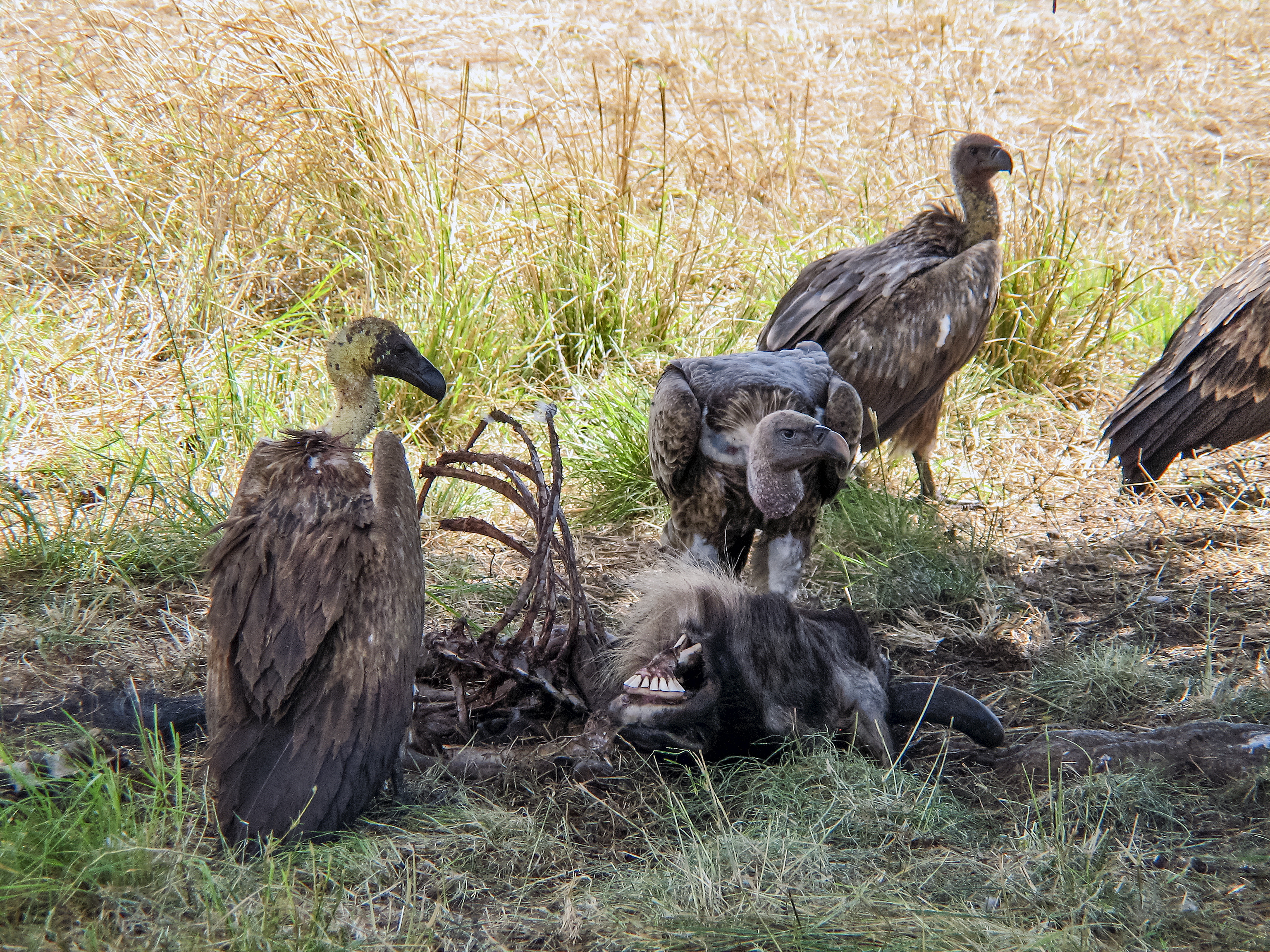
ヌーの死骸を食べるコシジロハゲワシの群れ（マサイマラ国立保護区）
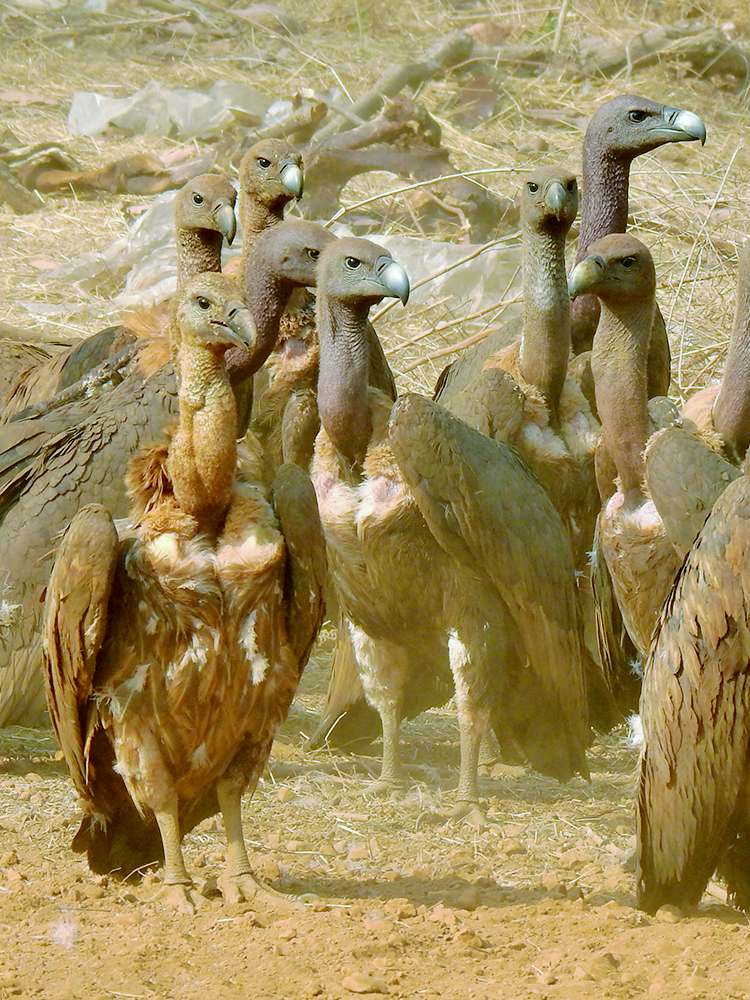
ベンガルハゲワシの群れ（インド）

### コンドル類
アメリカ大陸の温暖地域で見られるコンドルは、タカ科と密接に関連しているわけではなく、現在はコンドル科に属している。彼らを科からコンドル目に引き上げようとする動きもあったが、近年のDNA証拠では他の猛禽類と同じタカ目に含まれるべきだと示唆されている。幾つかの種は猛禽類として珍しく優れた嗅覚を備えており、最大で1600m上空から死んだ動物の匂いを嗅ぐことができる。
以下の7種が存在する。
- クロコンドル(Coragyps atratus)
- ヒメコンドル(Cathartes aura)
- キガシラコンドル(Cathartes burrovianus)
- オオキガシラコンドル(Cathartes melambrotus)
- カリフォルニアコンドル(Gymnogyps californianus)
- コンドル(Vultur gryphus)
- トキイロコンドル(Sarcoramphus papa)

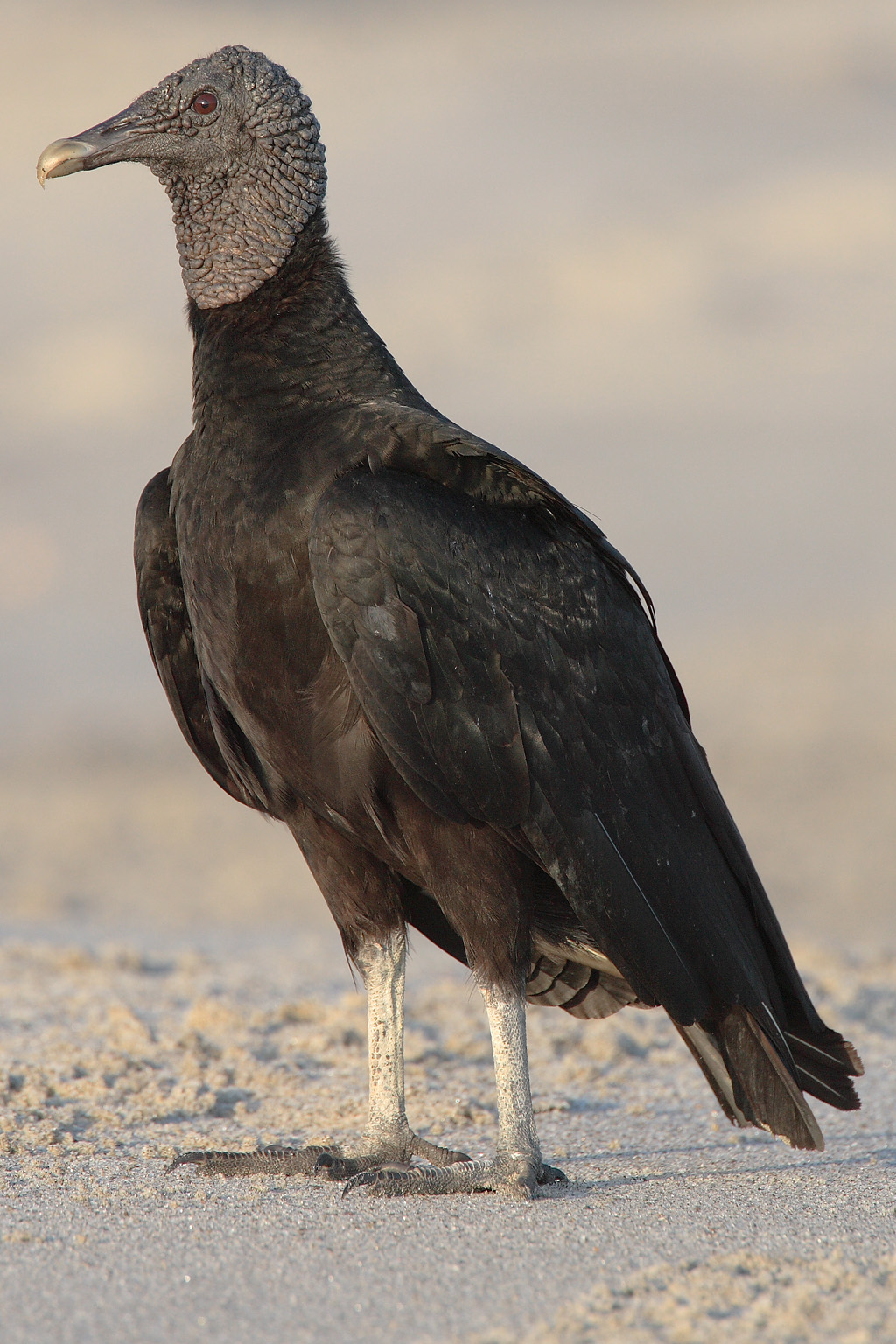
クロコンドル（パナマ）
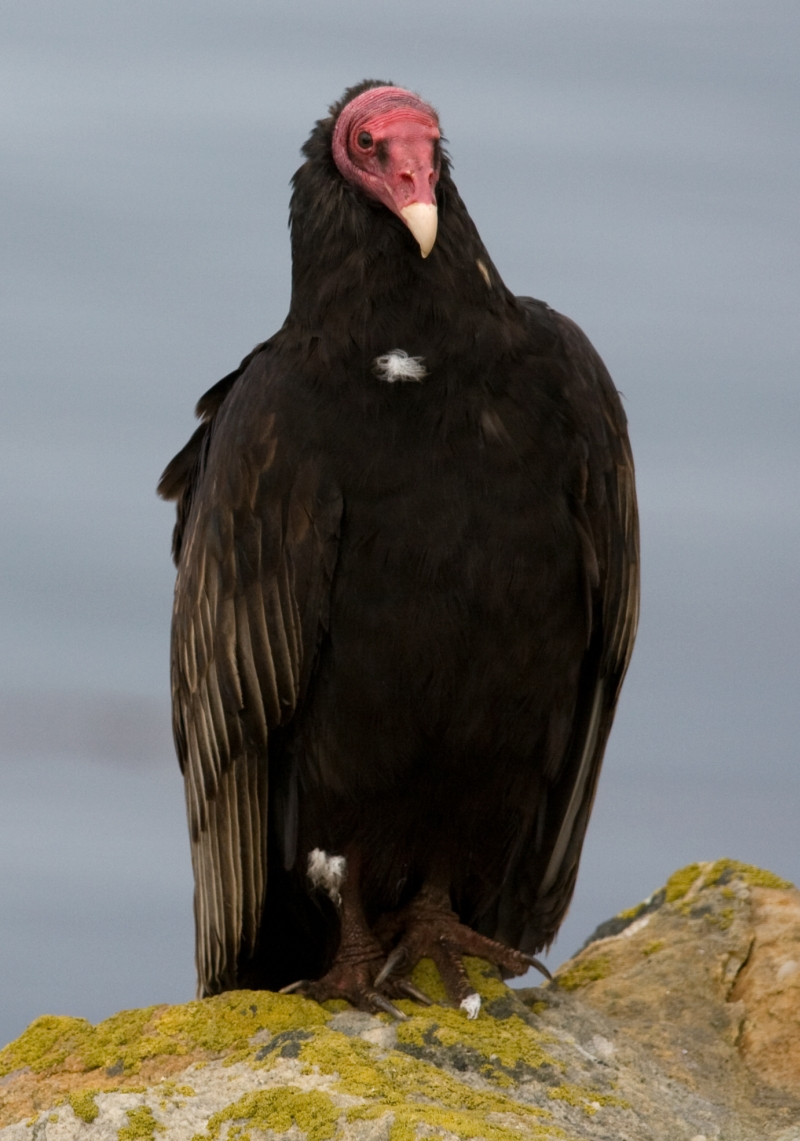
ヒメコンドル
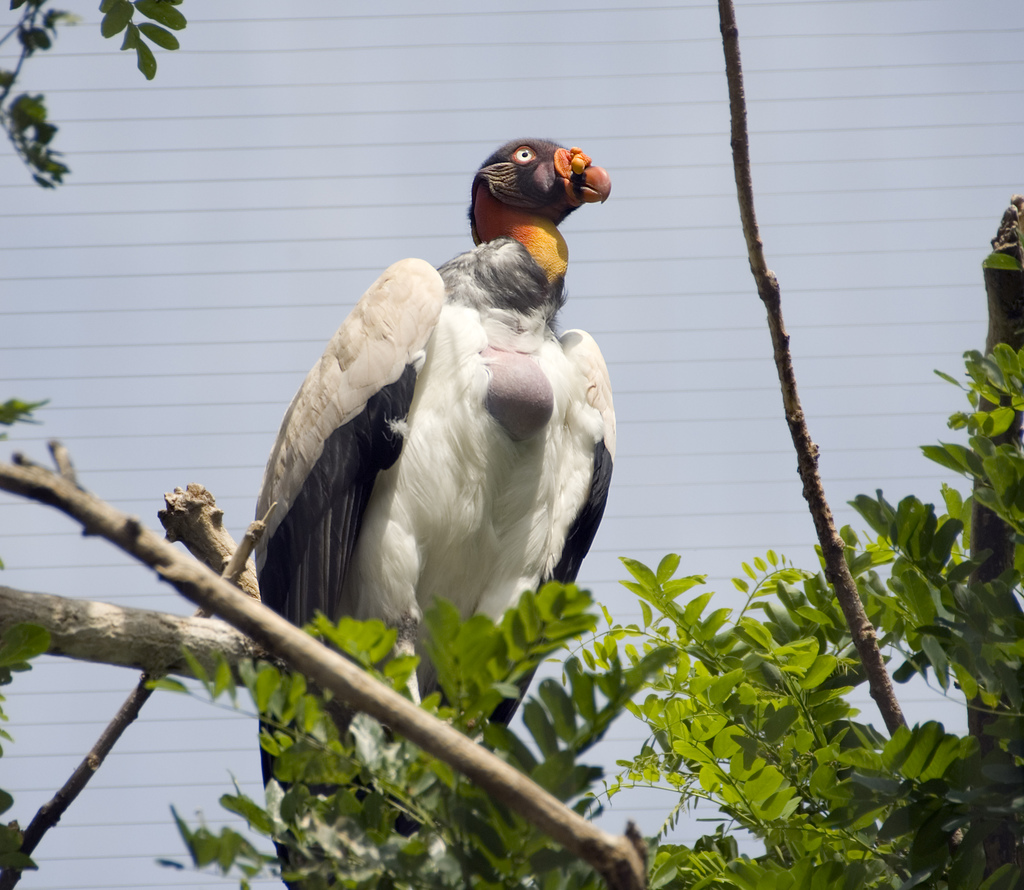
トキイロコンドル（ロンドン動物園）

## 食餌習性
ハゲタカは腐肉食動物であり、死んだ動物を食べている。海洋以外では、ハゲタカだけが既知の恒常的な腐肉食動物である。健康な動物を襲うことは滅多に無いが、負傷や病気で弱っている動物を殺す場合がある。死骸の皮が厚すぎて嘴でついばめない時は、より大型の腐肉食動物が最初に食べるのを待っている。戦場では膨大な数のハゲタカが見られた。彼らは獲物が豊富になると、素嚢が膨らむまで満杯に食らい、そして座ったり眠ったりの半休息状態で食物を消化する。これらの鳥は、食物を爪で掴んで自分の雛鳥に運ぶことはないが、素嚢から吐き出して与える。山地に住むヒゲワシは、骨を食べることを専門とする唯一の脊椎動物であり、雛鳥のために骨を巣に運び、生きた獲物を狩る。
特に暑い地域だと、ハゲタカは腐肉食動物として大きな価値がある。ハゲタカの胃酸は腐食性が極めて高く(pH=1.0)、他の腐肉食動物にとって致命的なボツリヌス毒素や豚コレラ菌や炭疽菌に感染した腐敗死体をも安全に消化でき、これらの細菌を環境から無くしてしまう。コンドルは、脅かされたり近づいたりするとしばしば嘔吐する。幾つかの説明に反して、彼らは防衛で攻撃者に「発射物を嘔吐」しているのではなく、離陸を容易にするために（吐いて）胃の負荷を軽くしている。嘔吐した食事の残留物は捕食者の気を散らし、自分達が逃避できるようになる。
コンドルもまた足をまっすぐ伸ばして排尿する。尿酸は、死骸を渡り歩くことで蓄積される細菌を殺すと共に、蒸散冷却としても機能する。

## 保全状況
南アジア（主にインドとネパール）にいるハゲタカは、1990年代初頭から激減している。この減少は、動物死骸に残留していた動物用医薬品ジクロフェナクによって引き起こされたことが判明している。インド政府はこの事実認識で非常に後れを取ったが、動物達への同薬物を禁止とした。ただし、ハゲタカが以前の個体数レベルに戻るには数十年かかる可能性がある。死骸を隈なく漁るハゲタカがいなくなると、狂犬病を運ぶ犬が増えるなどの事態が起こる。またパールシーの鳥葬みたいな昔の慣習は終わりに近づいており、死骸の野晒しは恒久的に減っている。ネパールでも同じ問題が見られ、同政府が残りのハゲタカを保護する幾つかの措置は後れを取った。同じく中央アフリカでも、残りのハゲタカを保護してその個体数を回復させる取り組みが行われている。これは主に「1万トン以上の野生動物肉が取引されていると推定される」ブッシュミート取引が原因で、呪物（魔除けや占いなどの儀式に使う血肉・骨）市場の需要があるためハゲタカはこのブッシュミートの大きな割合を占めている。アフリカ大陸におけるハゲタカ個体数の大幅な減少は、意図的および非意図的な毒殺の結果とも言われており、ある研究では毒殺がハゲタカの記録された死亡原因の61%にのぼることが判明した。
ハゲタカ個体数はアフリカとユーラシアの全域で脅威に晒されている。毒殺や風力エネルギー施設との衝突死など、ハゲタカを脅かす多くの人為的活動がある。直近2016年の研究では「22種のハゲタカのうち、9種が近絶滅種、3種が絶滅危惧種、4種が近危急種、6種が低危険種」と報告されている。
ハゲタカの保全状況は、人間にとって特に懸念事項とされる。例えば、ハゲタカ個体数の減少は、日和見的に死骸の腐肉を漁る疾病媒介者や病害虫の個体数増加を通して、疾病の伝播や資源損傷の増加につながる可能性がある。ハゲタカは死骸をめぐる競争を行なうことで、間接的にこれらの害虫や疾病媒介者（の増殖）を抑制している。
2019年6月20日、ボツワナ北部で計537羽におよぶハゲタカの死骸ほか2羽のアフリカソウゲンワシの死骸が発見された。これは（鳥に悟られないよう）密猟者に毒殺されたゾウ3頭の死骸を食べた後に死亡したと疑われている。死んだ動物がいる場所の上空を旋回する彼らの行動は、森林警備官が密猟活動を追跡するのに役立っている。

## 神話と文化

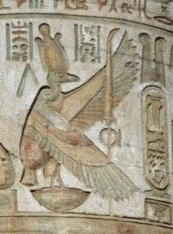
杖を持ったネクベト

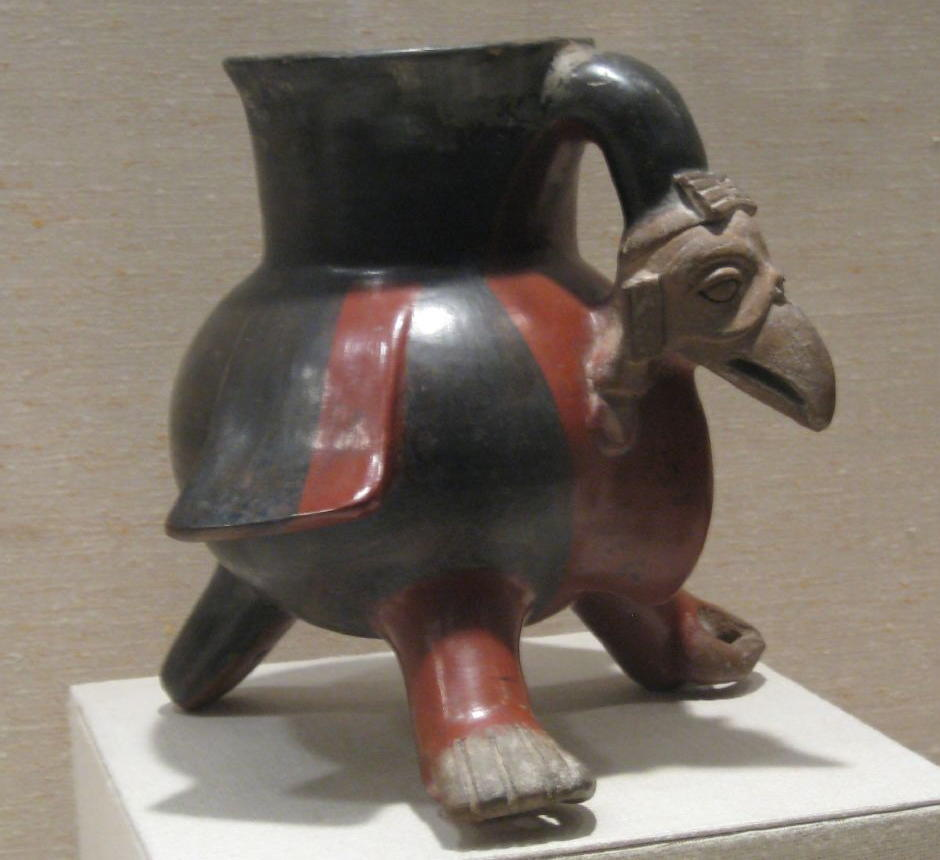
ハゲタカを模した14-16世紀アステカの陶器製花瓶（メトロポリタン美術館所蔵）

古代エジプト美術では、神話上の女神にしてネケブと上エジプト双方の守護神ネクベトがハゲタカとして描かれた。アラン・ガーディナーは、神の図像学で使われた種をシロエリハゲワシと特定した。しかしアリエル・P・コズロフは、エジプト新王国の芸術におけるハゲタカは、青い先端のくちばしとゆるい肌でミミヒダハゲワシにより似ていると論じている。多くの偉大なる王の妻たちは、女神ネクベトからの庇護の象徴たるハゲタカ頭部を模した王冠 (vulture crown) を身に着けていた。
古代エジプト人は、全てのハゲタカがメスで、オスの介入なしに卵から自発的に生まれると信じていたので、この鳥を純粋さや母性と結びつけた。その一方で、彼らが食べる「死」こと腐肉や廃棄物、を生命に変える能力から死と再生による永遠の輪廻とも結びつけた。
先コロンブス期に、ハゲタカは普通ではない存在として評価され、高い図像的地位が与えられた。ハゲタカは多くのメソアメリカの神話や伝説や寓話に登場し、マヤ文明やアステカ文明など数多くの別々の文明がハゲタカに関する様々な物語を展開している。メソアメリカの物語の多くはハゲタカを否定的に描いているが、肯定的な傾向を含むものも若干存在する。
死骸を漁る彼らの食餌習性から転じて、窮地に陥った者を食い物にする強欲な人物・組織を「ハゲタカ(vulture)」と表現することがある。
日本では、経営不振に喘ぐ企業を買収しようと試みる外資系の投資銀行がしばしば「ハゲタカ外資」と揶揄される。彼らの扱う「バイアウト・ファンド」は、主に経営難に陥った法人を対象に（安値で）株式を大量取得することで経営権を確保し、そこから企業価値を高める各種テコ入れ（リストラ等）を行ったうえで、取得した株式などの資産を高値で売却する。死に体と言える企業に群がる様子がハゲタカの食餌習性と重なるため、こうしたファンド自体を「ハゲタカファンド」と呼ぶこともある。この用語は、同ファンドを題材にした真山仁の小説『ハゲタカ』シリーズが2000年代にテレビドラマ化（NHKとテレビ朝日）されたり映画化されたことで広く知られるようになった。ただし近年では、強欲な手法による「他の利害関係者（社員、経営者、株主など）の犠牲の上に自らの利益を創るファンド」全般をハゲタカファンドと呼ぶ傾向がある。